# Megan Rapinoe
Megan Rapinoe   (Redding, 5 de juliol de 1985) és una exfutbolista estatunidenca, que jugava en la posició de migcampista i era capitana amb la selecció dels Estats Units. Va jugar 156 partits i marcat 47 gols amb la selecció, amb la qual va guanyar els Jocs Olímpics de Londres i el Mundial 2015. Activista feminista i LGTBI, també s'ha definit públicament com a anti-racista i anti-Trump. Té les titulacions de sociologia i de ciències polítiques per la Universitat de Portland.
Des de 2013 fins al 2023 que va jugar a l'equip Seattle Reign. Amb la selecció nacional va ser campiona olímpica el 2012 i campiona del món en 2015 i 2019. Va ser la 10a millor jugadora al FIFA World Player 2012 i la 6a el 2012.
El 8 de març de 2019 va ser una de les vint-i-vuit jugadores estatunidenques que van denunciar la Federació Estatunidenca de Futbol (USSF) per discriminació salarial a causa de ser dones. Lesbiana reconeguda, des de 2016 es nega a cantar l'himne nacional a l'inici dels partits com a protesta contra les desigualtats (racisme i masclisme) del govern de Donald Trump.

## Biografia
Rapinoe va néixer i créixer a Redding (Califòrnia), amb els seus pares, Jim i Denise, i amb cinc germans, inclosa la seva germana bessona Rachael Rapinoe. Es va traslladar a viure a Oregon per a estudiar a la Universitat de Portland, on va començar a jugar a futbol i ja va guanyar el títol nacional amb l'equip universitari. Rapinoe sabia que era lesbiana des del seu primer any a la universitat. Va publicar a l'edició de juliol de 2012 de la revista Out .Després d'aproximadament cinc anys junts, Rapinoe i Walsh van acabar la seva relació el 2013. Rapinoe va sortir posteriorment amb l'artista discogràfica Sera Cahoone. Rapinoe i Cahoone van anunciar el seu compromís l'agost del 2015. El gener de 2017, Rapinoe va declarar que els seus plans de casament estaven en suspens. El 20 de juliol de 2017, Rapinoe i la jugadora de bàsquet Sue Bird dels Seattle Storm va nconfirmar quetenien una relació des de finals del 2016. L'any 2018, Bird i Rapinoe es va convertir en la primera parella del mateix sexe a la portada de  The Body Issue  d'ESPN. La parella va anunciar el seu compromís el 30 d'octubre de 2020.

### Activisme
Rapinoe va cridar l'atenció nacional per haver-se agenollat durant l'himne nacional en un partit internacional del setembre de 2016 en solidaritat amb el jugador de la NFL Colin Kaepernick. Després del partit, va afirmar:" Va ser un petit gest cap a Kaepernick i tot el que està defensant ara mateix. Crec que és bastant repugnant la forma en què va ser tractada i la manera com molts mitjans de comunicació l'han tractat. […] Com a lesbiana nord-americana, sé què significa mirar la bandera i no sentir-la protegint totes les nostres llibertats. Vaig poder fer una cosa petita, i és una cosa que tinc intenció de seguir fent en el futur i que espero que susciti converses significatives al seu voltant. " Durant la Copa del Món 2015, es va mantenir en silenci mentre sonava l'himne nacional.
Va parlar sobre l'ús d'estadis amb gespa artificial, el seu primer ús en un torneig sènior femení o masculí de la Copa del Món. Rapinoe ha participat als Estats Units reclamant sobre la discriminació salarial de l'equip nacional de futbol femení a la Comissió di'gualtat d'oportunitats laborals des de 2016 com a mínim. El març del 2019, juntament amb 27 jugadores de la selecció nacional de futbol femení dels Estats Units van presentar una demanda contra la Federació de Futbol dels Estats Units acusant-la de discriminació de gènere. Segueix amb la lluita per la igualtat salarial.

### Filantropia
Rapinoe ha fet tasques filantròpiques perGay, Lesbian & Straight Education Network (GLSEN) i el Comitè Olímpic Nord-americà. L'any 2013, es va convertir en ambaixadora d'Athlete Ally, una organització sense ànim de lucre que se centra en posar fi a l'homofòbia i la transfòbia a l'esport. Hom la considera una de les veus més conegudes en la defensa dels drets de la comunitat LGTB.
És activista per l'equitat i el reconeixement del futbol femení en igualtat de condicions amb el masculí. Al setembre dle 2017, Rapinoe i la seva companya d'equip nord-americana Alex Morgan formaven part d'un grup de futbolistes que es van inscriure a la campanya "Objectiu comú" creat per Juan Mata del Manchester United FC. Com a participants a la campanya, els jugadors donen l'1% dels seus salaris individuals en suport d'altres organitzacions benèfiques relacionades amb el futbol. Rapinoe i Morgan van ser les dues primeres jugadores femenines a iniciar la campanya.

### Patrocinis
Rapinoe ha signat acords d'adhesió amb Nike i Samsung. Ha aparegut en diversos anuncis publicitaris de Nike al llarg de la seva carrera. El 2013 va aparèixer en anuncis de l'empresa de roba Wildfang i va començar una associació amb l'empresa DJO Global. El 2016 va aparèixer en anuncis de televisió i anuncis impresos de  Vitamin Water. El mateix any, va aparèixer en un anunci de Nike amb Cristiano Ronaldo. L'any 2019, va ser patrocinada per Procter & Gamble, BodyArmor, Hulu, LUNA Bar, i VISA.

### Política
El desembre de 2019, Rapinoe va donar suport a Elizabeth Warren a les primàries presidencials del Partit Demòcrata del 2020. Durant la nit d'obertura de a la Convenció Nacional Democràta de 2020, Rapinoe va acollir un grup amb treballadors de primera línia de la COVID-19.

## Condecoracions i premis

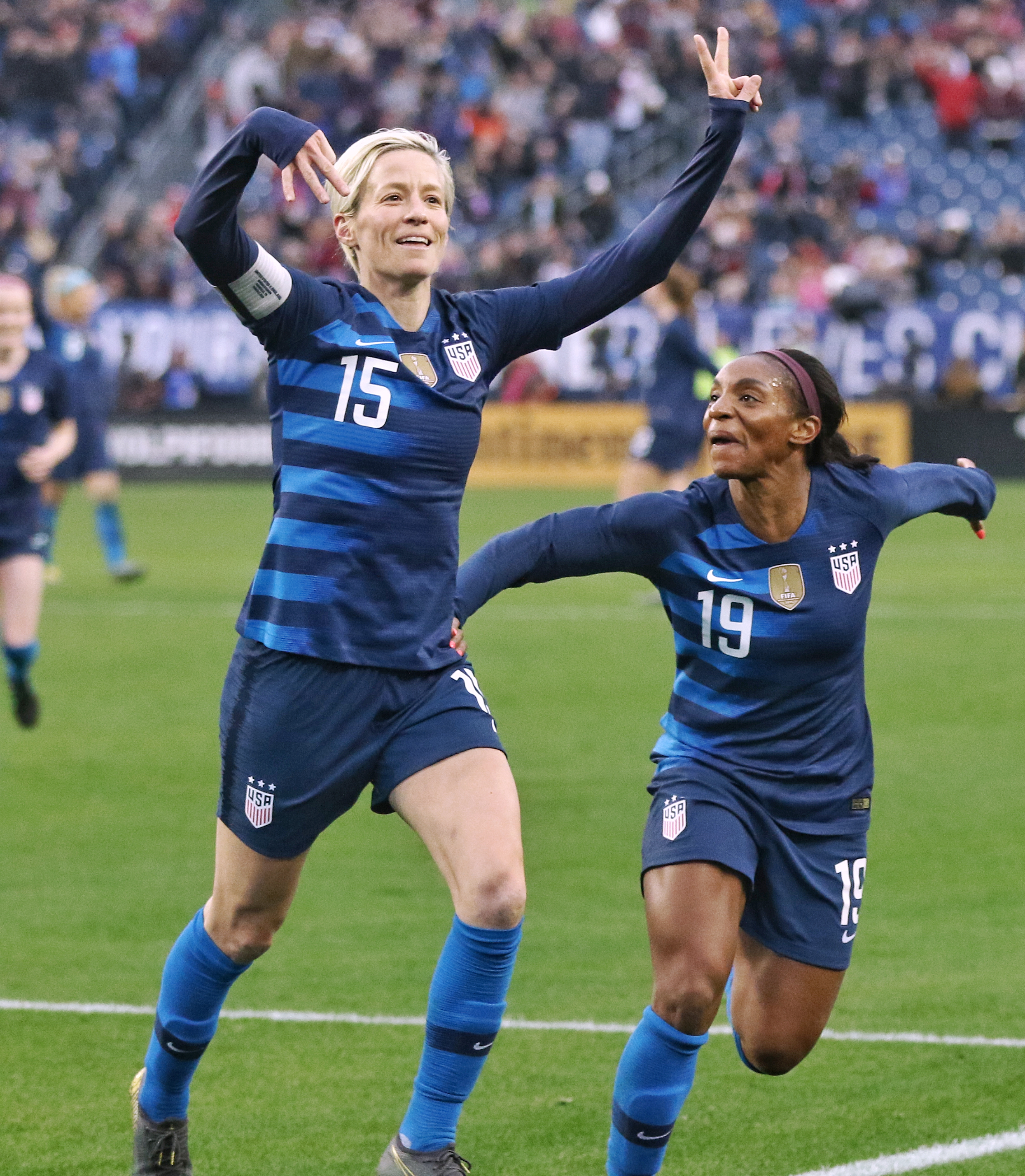
Rapinoe celebrant un gol amb Crystal Dunn el 2019

Després de la Copa del Món Femenina de la FIFA de l'any 2011, la ciutat natal de Rapinoe, Redding, la va honrar amb una desfilada i va nomenar el 10 de setembre com el Dia de Megan Rapinoe.
Va rebre el premi Harry Glickman Professional Female Athlete of the Year en la 60a edició dels Oregon Sports Award celebrats el 12 de febrer de 2012.
El 25 d'octubre de 2012, va ser una de les deu jugadores femenines nominades al premi a Millor Jugadora Mundial de la FIFA. Aquest mateix any, va ser finalista del Most Inspiring Performers del 2012 de atorgat per  Sports Illustrated .
Rapinoe va ser guardonada amb el Board of Directors Award atorgat pel  Los Angeles Gay and Lesbian Center el 10 de novembre de 2012, per conscienciar sobre les persones LGBT en l'esport.
El març de 2013, Rapinoe va ser nomenada Jugadora del Torneig a la Copa d'Algarve de 2013 que van guanyar els Estats Units. Va marcar un gol i va donar una assistència en dos partits.
Després de marcar dos gols i assistir en un altre durant una victòria per 4-1 sobre Chicago Red Stars el 25 de juliol de 2013, va ser nomenada Jugadora de la setmana de la NWSL pels mitjans en la setmana 16 de la temporada de 2013 de la NWSL. A l'abril de 2015, Rapinoe va ser nomenada Jugadora de la Setmana de la NWSL a la setmana 2 de la temporada de 2015 de la NWSL.
El desembre de 2014, Rapinoe va ser inclosa en el Shasta County Sports Hall Of Fame juntament amb altres atletes del Comtat de Shasta com Ryan O'Callaghan i Ricky Ray. L'any 2015 va ser ingressada al 'Saló de la Fama dels Esportistes Nacionals Gais i Lèsbics'. National Gay and Lesbian Sports Hall of Fame.
El 2019, Rapinoe va guanyar la Bota d'or (la segona nord-americana que ho va fer després de Michelle Akers el 1999) i el premi Pilota d'Or a la Copa del Món Femenina de França. El mateix any va ser nomenada la millor jugadora femenina de la FIFA. El 2020, Rapinoe va guanyar elpremi The Best in Sport ('el millor en l'esport') atorgat per Shorty Award.
Va ser nomenada per la British Broadcasting Corporation (BBC) com una de les 100 Dones de l'any, una llista de 100 dones inspiradores i influents de tot el món, de l'any 2019

## Trajectòria
| Temporades                | Club                                | Títols               | Selecció (fases finals)                                  |
| ------------------------- | ----------------------------------- | -------------------- | -------------------------------------------------------- |
| 2002 - 2005               | Elk Grove Pride                     |                      | Copa del Món sub-19 de 2004                              |
| 2005 - 2008               | Portland Pilots                     | 1 Lliga (NCAA)       |                                                          |
| 2009 - 2010               | Chicago Red Stars                   |                      | Copa d'Or de 2010 (3r lloc)                              |
| 2011 0                    | Philadelphia Independence magicJack |                      | Copa del Món de 2011 (subcampió) 0                       |
| 11/12 2012                | Sydney FC Seattle Sounders          |                      | Jocs Olímpics de 2012 (campió) 0                         |
| 12/13 - 13/14 2013 - act. | Olympique de Lió Seattle Reign      | 2 Lligues, 2 Copes 0 | Copa d'Or de 2014 (campió) Copa del Món de 2015 (campió) |